# جامعة مورمانسك التقنية الحكومية
جامعة مورمانسك التقنية الحكومية، تقع جامعة مورمانسك التقنية الحكومية، في شبه جزيرة كولا الروسية، تأسست الجامعة عام 1950.

## التاريخ
في البداية كان اسمها مدرسة البحرية العليا، وفي وقت لاحق حصلت على وضع الأكاديمية الروسية الحكومية لأسطول الصيد ومنذ عام 1996 أصبحت جامعة ميميك التقنية الحكومية.

## الوصف
تضم جامعة مورمانسك التقنية الحكومية اليوم ثلاث كليات وأربعة معاهد والأكاديمية البحرية. تعد كلية ميسياتسيف مورمانسك لصيد الأسماك وكلية أرخانجيلسك التقنية لصيد الأسماك فروعًا لجامعة مورمانسك التقنية الحكومية.

## الكليات والمعاهد
الأكاديمية البحرية
كلية تقنيات القطب الشمالي
كلية التعليم بدوام جزئي
كلية الدراسات الاجتماعية والاقتصادية
معهد العلوم الطبيعية والتكنولوجيا
معهد الاقتصاد والإدارة والقانون
معهد التعليم عن بعد
معهد التعليم المهني الإضافي